# Guy Weisweiller
Guy Charles Henry „Guy Don“ Weisweiller (* 7. Juni 1909 in Paris; † 27. Februar 1982 ebenda) war ein französischer Autorennfahrer.

## Karriere als Rennfahrer
Guy Weisweiller startete einmal beim 24-Stunden-Rennen von Le Mans. 1935 meldete er seinen Alfa Romeo 6C und erreichte gemeinsam mit seinem Partner Jean Desvignes den sechsten Gesamtrang und den Klassensieg für Rennwagen bis 2 Liter Hubraum. 

## Statistik

### Le-Mans-Ergebnisse
| Jahr | Team            | Fahrzeug      | Teamkollege    | Platzierung            | Ausfallgrund |
| ---- | --------------- | ------------- | -------------- | ---------------------- | ------------ |
| 1935 | Guy Weisweiller | Alfa Romeo 6C | Jean Desvignes | Rang 6 und Klassensieg |              |